# 見坊行徳
見坊 行徳（けんぼう ゆきのり、1985年 - ）は、日本の校閲者、辞書マニア。
早大時代からの友人、講談社校閲第2部の稲川智樹とYouTube「辞書部屋チャンネル」を主宰。

## 人物
『三省堂国語辞典』の初代編集主幹・見坊豪紀の孫である。そのことも手伝い辞書に興味を持つようになり、「辞書マニア」の肩書きでイベントやWeb動画でも活動している。

## 経歴
神奈川県生まれ。イギリス留学を経て早稲田大学国際教養学部卒。在学中に早稲田大学辞書研究会を発足させ、『早稲田大辞書』を編纂。
2015年、校正プロダクション・鴎来堂に入社。英語関係の書籍を中心に校閲を担当。2023年現在はフリーランスの校閲者として働いている。

## 書籍

### 共著
- 『早稲田大辞書』（早稲田大学辞書研究会、2015年4月） - 稲川智樹、石沢香野子、小笠原健士郎、小林拓真、今野絵理、鈴木麻友、鈴木茉莉麻 共編
- 『辞典語辞典 辞書にまつわる言葉をイラストと豆知識でずっしりと読み解く』（誠文堂新光社、2021年1月） - 稲川智樹 共著
- 『三省堂国語辞典から 消えたことば辞典』（三省堂、2023年4月） - 三省堂編修所 共著